# Teoría de velocidad de interacción de los receptores
Los receptores son moléculas específicas en las estructuras del cuerpo humano que observan cambios en una condición controlada y envían información llamada señal de entrada o aferencia a un centro regulador. Habitualmente, la señal de entrada se produce en forma de impulso nervioso o señales químicas. Una de las interacciones con los receptores es la que se lleva a cabo cuando se introduce un fármaco al organismo, este suceso fundamental de interacción Fármaco-Receptor inicia la comunicación a través de moléculas de señal a las cuales se les llama primer mensajero estas moléculas cuentan con gran diversidad funcional y estructural, con receptores acoplados a canales iónicos, a proteína G, catalíticos o reguladores de transcripción del ADN, así como la ayuda integrada de segundos mensajeros.
El receptor se liga un fármaco para iniciar sus efectos; un grupo importante de estos receptores está compuesto por proteínas que normalmente actúan como receptores para ligandos endógenos corrientes como lo son:
-HORMONAS
-FACTORES DE CRECIMIENTO
-NEUROTRANSMISORES
FUNCIONES DE LOS RECEPTORES
• Unirse al ligando apropiado
• Propagar su señal reguladora en la célula "blanco". Los efectos reguladores de un receptor pueden ejercerse en forma directa en sus objetivos celulares, es decir la protelína o proteínas efectoras, o pueden ser transmitidos a blancos celulares por moléculas intermediarias, que son los transductores, como la proteína G, y finalmente obtener el efecto biológico a través de segundos mensajeros.
• Emplear los sistemas efectores dentro del citoplasma que activen o repriman ciertos procesos que son la base de las respuestas celulares.
UNIÓN FÁRMACO RECEPTOR
Las uniones Fármaco-Receptor se basa en las siguientes características:
- Especificidad: es la capacidad que tiene un fármaco para unirse a un receptor específico
- Afinidad: capacidad que posee un fármaco para unirse a un receptor específico y formar el complejo fármaco-receptor.
Existen diferentes tipos de uniones Fármaco-Receptor:
Entre las uniones reversibles se encuentran puentes de hidrógeno, enlaces iónicos, y fuerzas de van der waals, en las uniones irreversibles se encuentran los enlaces covalentes.
LUGAR DE ACCIÓN DE LOS FÁRMACOS
Para localizar el lugar de acción de los fármacos, lo que significa en muchos casos la ubicación del receptor sobre el que ejercerá su acción, viene determinada por las propiedades físico químicas de la sustancia biológicamente activa. Es necesario comprender las características de las sustancias para saber cuales serán más permeables o no a la membrana celular, y saber la localización del receptor al que se van a unir, por ejemplo las sustancias polares e hidrosolubles, que no pueden atravesar las barreras lipídicas celulares, ejercerán su efecto con mayor posibilidad sobre los receptores situados sobre la membrana celular, por lo contrario los fármacos liposilubles que atraviesan las membranas celulares tendrán acción en receptores intracelulares.
CLASIFICACIÓN DE RECEPTORES
La existencia de receptores para los fármacos han sido clasificados he identificados sobre su base de efecto y la potencia relativa de agonistas y antagonistas selectivos.
Receptores acoplados a canales iónicos.
Encargados de abrir y cerrar el canal con su efecto en el potencial de membrana.
Receptores acoplados a proteínas G
Receptores catalíticos
Actúan como enzimas de acción directa que catalizan reacciones de fosforilacion o generación de segundos mensajeros.
Receptores que regulan la transcripción del ADN
Relacionados con las interacciones en los receptores nucleares.
REACCIONES ENZIMÁTICAS
Un conjunto completo y equilibrado de actividades enzimáticas es fundamental para mantener la homeostasis. Por consiguiente, es importante entender la cinética médica de las enzimas para saber cómo las condiciones fisiológicas adversas como los agentes farmacológicos afectan ese equilibrio, por consiguiente la cinética enzimática ayuda a determinar cuantitativamente la velocidad de las reacciones que catalizan, por eso es importante tomar en cuenta la relación Fármaco-Receptor con las enzimas que catalizan esta relación ya que así se comprende la velocidad de la reacción.
REACCIONES ENZIMA-SUSTRATO
Las enzimas son macromoléculas de carácter proteico que tienen la capacidad de actuar sobre otras moléculas, llamadas sustratos, para obtener como resultado un producto.
ENZIMA----->SUSTRATO----->PRODUCTO
El sustrato tiene la capacidad de unirse al centro catalítico de una enzima para así ser reconocido y transformado en un producto mediante mecanismos enzimáticos. La capacidad de las enzimas para unirse a diversos sustratos es diferente, así como la capacidad para liberar sustratos. Todos estos mecanismos siguen determinados pasos para ser realizados; en ciertas ocasiones pueden presentarse etapas que limiten y determinen la velocidad final de las reacciones. Esta etapa limitante puede consistir en una reacción química o en un cambio conformacional de la enzima o del sustrato.
La relación que tienen las enzimas con las reacciones Fármaco-Receptor, determinan el metabolismo de los fármacos. Las reacciones enzimáticas son necesarias para hacer llegar el mensaje a ciertos lugares, como es el caso de uniones a proteínas G, donde se llevan a cabo una serie de procesos enzimáticos dentro y fuera de la célula,o cuando es utilizado algún Citocromo respectivo.
El estudio cinético y dinámico de una enzima permite explicar los detalles de su mecanismo catalítico, su papel en el metabolismo, cómo es controlada su actividad en la célula y cómo puede ser inhibida su actividad por fármacos o venenos o potenciada por otro tipo de moléculas.